# Gatinha da Cracolândia
Lorraine Cutier Bauer Romeiro (2003 ou 2004), mais conhecida como Lo Bauer ou Gatinha da Cracolândia, é uma estudante de Direito e influencer condenada por tráfico de drogas.

## Família
O pai de Lorraine, Ricardo Bauer Romeiro, era empresário do ramo da construção civil e sua mãe, Adriane Bauer, era pedagoga. Ela é a irmã de Lorruam Bauer, que é dentista. Seu pai morreu baleado na cabeça em 2014, quando ele tentou fugir durante a tentativa de assalto do sua caminhonete Nissan/Frontier. Um frentista afirmou que havia dois homens armados perseguindo o veículo, que bateu em um canteiro central após Ricardo ser atingido. Os homens fugiram a pé. A Unidade de Resgate Municipal foi acionada e Ricardo foi levado para o Pronto Socorro Central, mas não resistiu aos ferimentos. De acordo com a TV Record, Ricardo tinha duas passagens na polícia, um registro por lesão corporal, notificado em 1991, e outro por tráfico de drogas, em 1993. Ela teria entrado em depressão, pediu transferência para um colégio público e se afastou da família no início de 2021 com uma herança de R$ 50 mil deixada pelo pai.
Ela namorava André Luís Santos Almeida (2002 ou 2003), o "China", ou MC Tatuchina, filho de Karina Pereira. Ele havia sido apreendido duas vezes, uma aos 14 anos por ter agredido um morador do bairro onde morava e outra aos 15 por ter sido encontrado com um celular roubado. O casal tinha uma filha nascida em outubro de 2020. Eles moravam em um condomínio fechado em Barueri. Eles teriam se conhecido por gostarem de funk ostentação e pelo envolvimento com drogas.

## Carreira
Lorraine era uma estudante de Direito e influencer nas redes sociais, onde levava uma vida de ostentação. Ela tinha 30 mil seguidores no Instagram. Ela tinha contrato com uma agência de modelos. e trabalhou como garota propaganda de uma marca de roupas em Alphaville. De acordo com sua defesa, ela era amiga de Thomaz Costa, Yudi, Belle Longwell, David Kenaip, Lucas Lousa, Aisha e Mc Ryan, com quem namorou. Após sua prisão, seu perfil no Instagram foi derrubado e foram espalhadas contas falsas no Instagram e Facebook que espalhavam desinformação sobre o caso. Algumas chegaram a 16,8 mil seguidores.

## Acusação de tráfico de drogas

### Operação Caronte
Lorraine e outras 22 pessoas foram filmadas e fotografadas vendendo drogas na Cracolândia pela Operação Caronte, onde a Polícia Civil ficou quatro meses infiltrada na região. Lorraine foi flagrada contando dinheiro com seu namorado após suposta venda de crack. Em 22 de julho de 2021, Lorraine e China foram presos por 30 guardas municipais da 77º DP, da Santa Cecília. Durante a prisão, Lorraine admitiu envolvimento com o tráfico e confessou que havia drogas escondidas no Hotel Avaré,  na Rua Helvétia, onde foi encontrada uma mochila com 85 porções de maconha, 295 de cocaína e oito de crack, além de 97 frascos de lança-perfume, 16 comprimidos de ecstasy, R$ 750 em dinheiro, uma balança de precisão, uma faca, um machado, um celular e a bolsa em que estavam os materiais relacionados à atividade criminosa. O responsável pelo hotel também foi encaminhado para a delegacia. Ela foi ouvida pelo delegado Severino Pereira de Vasconcelos. A Operação Caronte prendeu cerca de dez mulheres na Cracolândia. De acordo com os policiais, as mulheres são usadas pelo PCC para despistar suas ações.

### Acusação de tráfico de drogas
O momento da prisão divulgado pelo UOL. O Fantástico publicou as imagens e teve acesso aos autos, onde os lucros da região podiam chegar a R$ 220 milhões por ano e para vender era necessário alugar uma tenda por R$ mil por semana de uma organização criminosa. De acordo com a Polícia, Lorraine costumava usar roupas largas e esconder o cabelo com capuz para se disfarçar e contava com o apoio de dois comparsas. Ela comprava o crack por R$ 20 mil e gerava uma receita de R$ 30 mil ao dia, com lucro de R$ 6 mil. Ela teria assumido o comando do tráfico após a prisão de seu namorado. A polícia também encontrou fotos em suas redes sociais que sugerem sua ligação com o PCC.

### Prisão em flagrante
No dia 30, Lorraine foi presa pela primeira vez em flagrante na Cracolândia pela Polícia Militar, que estava dando apoio para a Guarda Civil Metropolitana durante a limpeza do local. Os policiais a acusaram de estar escondendo drogas em suas roupas íntimas, o que ela negou. De acordo com os guardas, ela chamou atenção pelo nervosismo durante a abordagem. Ela disse ser usuária de maconha e cocaína e acusou a polícia de ter implantado a evidência.

### Julgamento
O caso foi conduzido pelo delegado Roberto Monteiro e julgado pelo juiz Gerdinaldo Quichaba Costa, da 13ª Vara Criminal de São Paulo. O desembargador foi Walter Silva. Ela virou ré por tráfico de drogas em três processos. O primeiro por crime organizado após provas coletadas pela Operação Carontes, o segundo pela mochila encontrada com drogas e o terceiro por sua prisão em flagrante na Praça Princesa Isabel. A acusação afirmava que Lorraine agia como liderança do tráfico na região, tendo assumido após a prisão do China. Ela guardava as drogas em seu apartamento e o Hotel Avaré, e repassava o produto para outros hotéis. Ela foi representada pelos advogados Ana Paula Soares, José Almir e Patrícia Carvalho. Sua defesa diz que Lorraine não era uma traficante, mas uma usuária que ia buscar drogas na Cracolândia. Ela afirmou que durante sua prisão em flagrante, os policiais a ameaçaram de morte e implantaram as evidências. Inicialmente, Lorraine alegou ser usuária de drogas, mas mudou sua versão e passou a afirmar que "só entregava pedra", além de admitir fazer parte do processo contábil. O caso teve repercussão mundial, com matérias publicadas pelo Clarín, Marca e Vice.
Lorraine foi presa no 89º Distrito Policial do Morumbi, na Zona Sul de São Paulo e em seguida na Penitenciária Feminina de Franco da Rocha. Almir pediu que a prisão em flagrante fosse convertida em preventiva pela filha de Lorraine ter nove meses, baseado em uma decisão do Supremo Tribunal Federal em 2018, o que foi concedido um dia depois. Pouco depois de sua prisão, a Justiça mudou seu regime para domiciliar, onde ela passou a maior parte do tempo na casa do seu namorado e dormindo na casa de uma prima, até ser presa em flagrante no dia 30. Em 2 de agosto, José Almir também emitiu um pedido que sua prisão fosse convertida para domiciliar, que foi negado no dia 12. A defesa recorreu, mas o pedido foi negado novamente no dia 27 de setembro. Em 19 de novembro, ela foi interrogada no Fórum Criminal da Barra Funda.

### Condenação
Em 3 de março de 2022, Lorraine foi absolvida em um dos processos por insuficiência de provas que a liguem ao tráfico, pois a mochila que ela apontou quando filmada pelos policiais estava a mais de 30 km de distância. Em 19 de abril de 2022, foi condenada a cinco anos de prisão em regime fechado e multa de R$ 50 mil. André foi condenado a um ano e oito meses de prisão em regime aberto. O caso em questão foi sua prisão em flagrante na Praça Princesa Isabel.
Em maio, a Justiça de São Paulo deu aval para que ela trabalhasse no consultório do irmão de segunda a sábado, das 8h às 17h. Em 13 de dezembro, a 6ª Turma do Superior Tribunal de Justiça concedeu habeas corpus para Lorraine, com sua prisão sendo convertida para medidas cautelares, que foram decididas pela 2ª Vara de Crimes Tributários, Organização Criminosa e Lavagem de Bens e Valores de São Paulo. O relator do caso foi o ministro Sebastião Reis Júnior. Após sua soltura, Lorraine postou um vídeo comemorando em suas redes sociais.

### Visita a André Luís
Em 24 de agosto de 2023, André Luiz foi preso novamente no centro de São Paulo dentro de um carro de aplicativo transportando meio quilo de crack, sendo levado para o  2° Distrito Policial de São Paulo. Em Em 21 de janeiro de 2024, Lorraine visitou seu namorado na Provisória 1 de Osasco, que fez com que a Secretaria de Administração Penitenciária entrasse com uma apuração preliminar. Funcionários relataram sob condição de anonimato que tentaram barrar sua entrada, mas receberam ordens superiores autorizando seu ingresso.

## Imagem pública
De acordo com sua defesa, ela era de classe média e teve uma boa educação. Ela teria vindo de uma família bem estruturada que foi abalada pela morte do pai em 2014 e um desentendimento com sua amiga em uma festa junina, o que a levou a usar crack. Em entrevista para Roberto Cabrini no Domingo Espetacular, sua mãe reiterou o impacto da morte do pai na vida de Lorraine afirmou que ela era uma garota problemática e que idealizava o sucicídio. De acordo com o Brasil Urgente, ela ingressou no crime por causa do namorado. Na mesma entrevista, Lorraine afirmou que “Eu mesmo não tenho respostas, não sei porque minha vida se tornou o que ela é. Me arrependo totalmente dos meus atos. Não me arrependo porque estou presa. É mais pela minha família. Sei que eles estão presos comigo”. Porém, seu irmão publicou um vídeo nas redes sociais afirmando que ela "se envolveu com pessoas erradas" e que "a família não vai passar a mão na cabeça". Durante sua prisão, o delegado que a ouviu disse que "ela estava tranquila. Demonstrou domínio das emoções. É uma pessoa que não se abala facilmente". Quando foi solta, José Luiz Datena ligou o ato com o racismo estrutural, afirmando que se Lorraine fosse negra ainda estaria presa. Durante sua condenação, Lorraine chorou e apelou para o juiz acreditar em sua versão.
Durante o processo legal, Lorraine escreveu diversas cartas. Em julho de 2021, ela escreveu uma carta para sua mãe pedindo para não trocar de advogada e dizendo "não esquece de mim". Em maio de 2022, durante o Dia das Mães, Lorraine escreveu uma carta pedindo ajuda para ver sua filha. As visitas foram restritas por sua filha não estar vacinada contra a Covid-19 por não ter sido coberta pelo Programa Nacional de Imunização. A carta foi publicada pelo G1.
André foi descrito pelo UOL como filho único, evangélico e que foi criado com bastante sacrifício por sua família. Sua mãe afirmou que não desconfiava que seu filho estava ligado ao tráfico, pois "o meu filho sempre trabalhou, fazendo ‘bicos’ em obras ou entregando panfletos. O meu filho nunca foi marginal". De acordo com o R7, aos 16 anos André afirmava ser dono da boca do local onde morava.